# Pseudogaurax secundus
Pseudogaurax secundus är en tvåvingeart som först beskrevs av Becker 1910.  Pseudogaurax secundus ingår i släktet Pseudogaurax och familjen fritflugor.
Artens utbredningsområde är Tanzania. Inga underarter finns listade i Catalogue of Life.